# Вале (Харгіта)
Вале (рум. Vale) — село у повіті Харгіта в Румунії. Адміністративно підпорядковане місту Топліца.
Село розташоване на відстані 284 км на північ від Бухареста, 72 км на північний захід від М'єркуря-Чука, 136 км на схід від Клуж-Напоки, 144 км на північ від Брашова.

## Населення
За даними перепису населення 2002 року у селі проживали 1508 осіб.
Національний склад населення села:
| Національність | Кількість осіб | Відсоток |
| -------------- | -------------- | -------- |
| румуни         | 1339           | 88,8%    |
| угорці         | 149            | 9,9%     |
| цигани         | 20             | 1,3%     |

Рідною мовою назвали:
| Мова      | Кількість осіб | Відсоток |
| --------- | -------------- | -------- |
| румунська | 1356           | 89,9%    |
| угорська  | 152            | 10,1%    |